# Deer Park, Alabama
Deer Park är en ort i Washington County i delstaten Alabama, USA.